# 光柄筒冠花
光柄筒冠花（学名：Siphocranion nudipes）为唇形科筒冠花属下的一个种。